# Sphenomorphus fasciatus
Sphenomorphus fasciatus е вид влечуго от семейство Сцинкови (Scincidae). Видът не е застрашен от изчезване.

## Разпространение и местообитание
Разпространен е във Филипини.
Обитава гористи местности, склонове и храсталаци.

## Описание
Популацията на вида е стабилна.